# Sweet Home Alabama
"Sweet Home Alabama" é uma canção da banda americana de southern rock Lynyrd Skynyrd.

## Desempenho nas paradas musicais
| Parada musical         | Melhor posição |
| ---------------------- | -------------- |
| Austrian Singles Chart | 56             |
| Canada RPM Top Singles | 6              |
| German Singles Chart   | 87             |
| Swiss Singles Chart    | 51             |
| U.S. Billboard Hot 100 | 8              |

## Reconhecimento e prêmios
- Em 2004, a canção ficou na posição número 398 na lista das "500 maiores canções de todos os tempos" feita pela revista Rolling Stone.
- Em maio de 2006, a revista National Review colocou a canção em 4º lugar na lista das "50 maiores canções conservadoras de rock".[2]
- Em julho de 2006, a CMT classificou a canção em 1º na lista das "20 maiores canções de southern rock".

## Membros
- Ronnie Van Zant – vocal
- Ed King – guitarra líder, solo de guitarra, vocal de apoio
- Leon Wilkeson – baixo, vocal de apoio
- Bob Burns – bateria
- Billy Powell – piano
- Allen Collins – guitarra rítmica (canal esquerdo)
- Gary Rossington – guitarra rítmica (canal direito), violão (canal esquerdo)
- Al Kooper – produtor, vocal de apoio (canal esquerdo)
- Clydie King – vocal de apoio
- Merry Clayton – vocal de apoio
- Sherlie Matthews – vocal de apoio